# ヘンリー・ウィンダム・フィリップス
ヘンリー・ウィンダム・フィリップス（Henry Wyndham Phillips、1820年 – 1868年12月8日）は、イギリスの肖像画家。
肖像画家の父トマス・フィリップス (Thomas Phillips) の次男としてロンドンに生まれ、父の下で修行し、1845年に父が死去した際には遺された画材と画室を相続した。ヘンリーは、数は少ないが聖書からの主題を描いた作品も描き、公開していた。13年間にわたって、芸術家一般慈善協会 (Artists' General Benevolent Institution) の事務担当を務めた。1860年に創設されたアーティスツ・ライフルズ (Artists Rifles) は、ロンドンのフィリップスのアトリエで結成され、フィリップスはフレデリック・レイトンとともに、その最初の指揮官となった。
フィリップスはジョージ・フレデリック・ワッツの親友であり、ともに1852年に創設されたコスモポリタン・クラブ (Cosmopolitan Club) の創設メンバーとなった。
フィリップスの代表的な作品には、ギャリック・クラブ (Garrick Club) のために描かれたルイ11世に扮したチャールズ・キーン (Charles Kean) の肖像や、王立内科医協会 (Royal College of Physicians) のために描かれたウィリアム・プラウト (William Prout) の肖像、イギリス土木学会のために描かれたロバート・スチーブンソンの肖像などがある。また、1838年から1868年にかけて、王立美術院に76点、ブリティッシュ・インスティテュートに13点を出品するなどして、作品を公開した。フィリップスが描いた肖像画は、印刷物に用いるため、メゾチントなどの版画に写されることもあった。
1856年、フィリップスは詩人スーザン・K・フィリップス (Susan K. Phillips)（旧姓：ホールズワース (Holdsworth)）と結婚した。フィリップスは1868年12月8日にシドナム (Sydenham) のハロー・クーム (Hollow Combe) の自宅で急死した。遺骸は、ウェスト・ノーウッド墓地 (West Norwood Cemetery) に埋葬されたが、その墓標は後に破壊されて失われた。

## 作品例

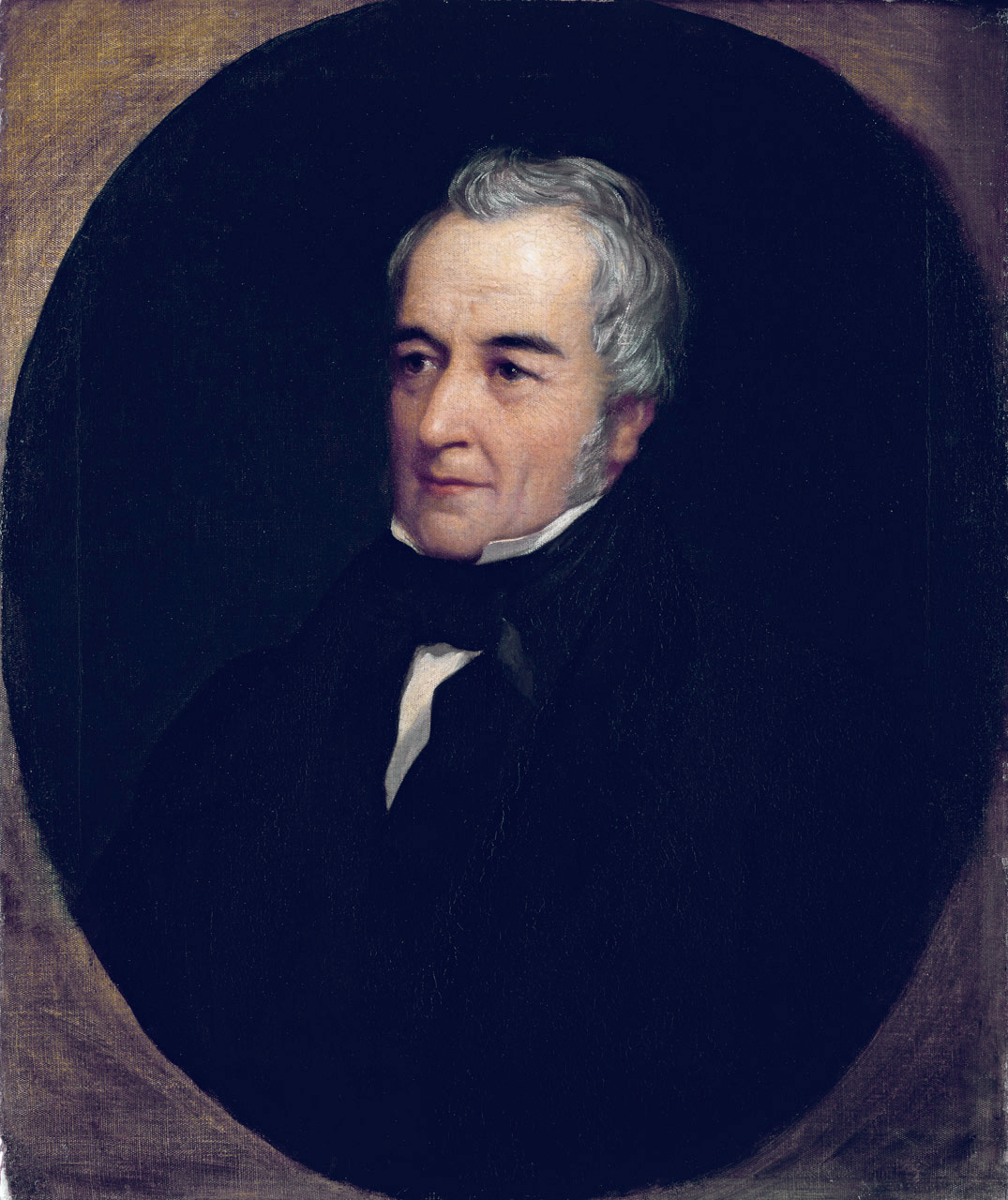
水彩画家エドワード・ホーク・ロッカー（Edward Hawke Locker、1777年 - 1849年）、1840年ころ作。
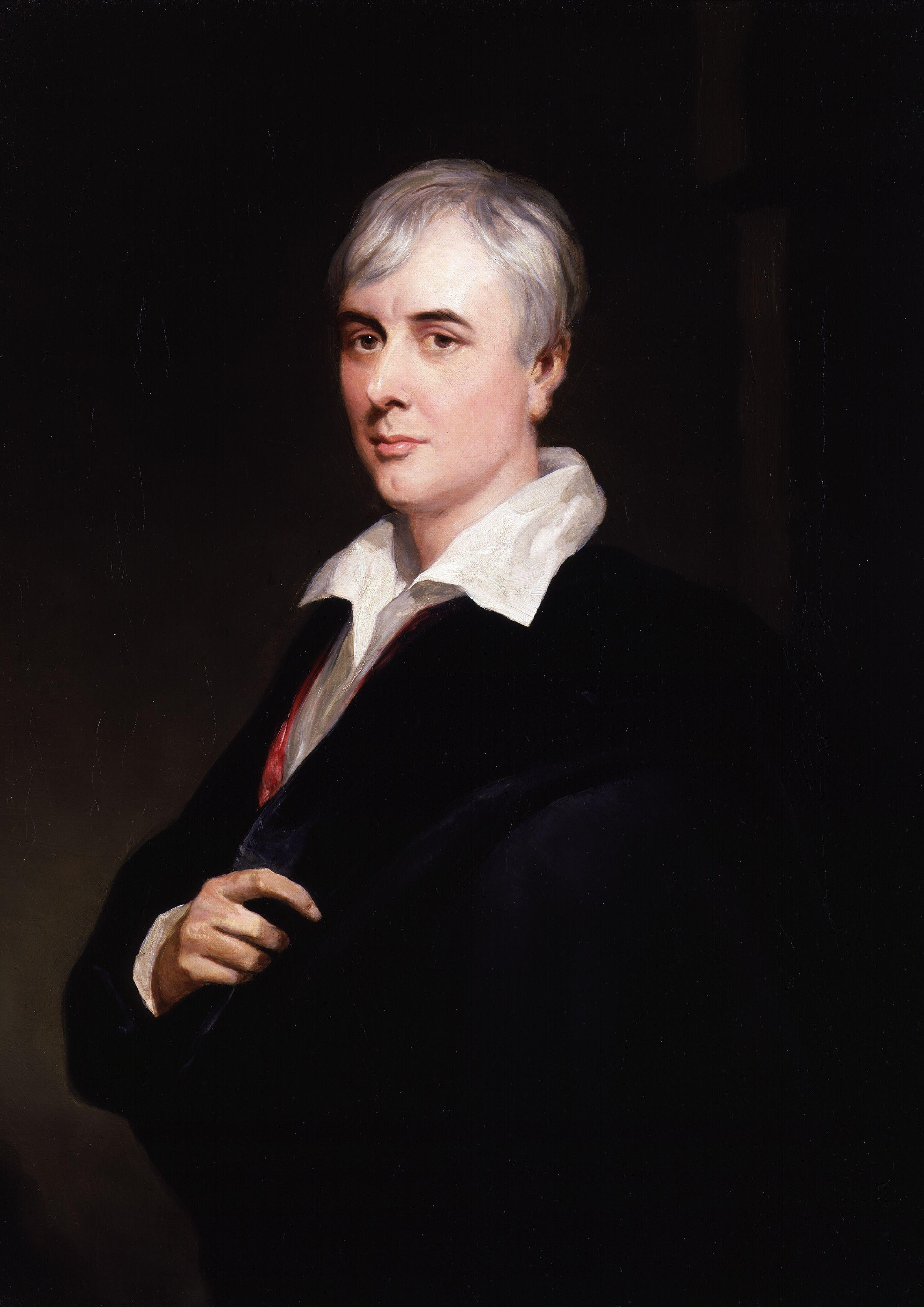
作家ジョージ・バロウ（George Borrow、1803年 - 1881年）、1843年作。
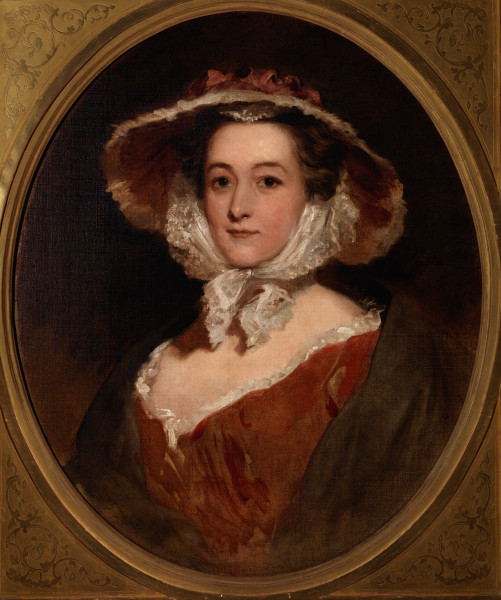
女優 メアリー・スターリング(Mary Anne Stirling(1815年 – 1895年)
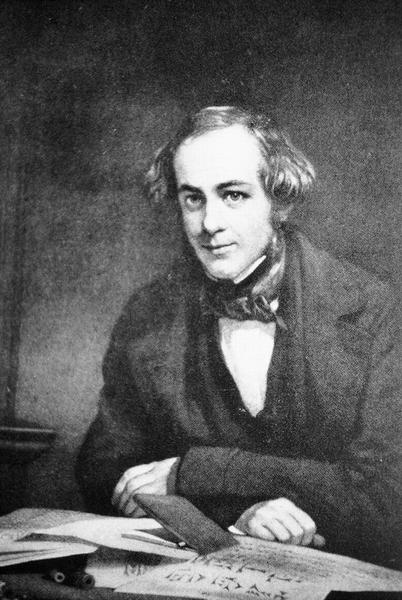
楔形文字を解読したヘンリー・ローリンソン（1810年 - 1895年）、1850年作を原画とした版画。